# جائزة كندا الكبرى
جائزة كندا الكبرى ( (بالفرنسية: Grand Prix du Canada)‏ ) هو سباق سيارات سنوي يقام في كندا منذ عام 1961.  لقد كانت جزءًا من بطولة العالم للفورمولا 1 منذ عام 1967. تم عرضه لأول مرة في حلبة موسبورت في بومانفيل ، أونتاريو ، كحدث للسيارات الرياضية ، قبل التناوب بين موسبورت و حلبة مونت-تريمبلانت ، كيبيك ، بعد تولي فورملا1 الحدث. بعد عام 1971 ، أدت مخاوف السلامة إلى انتقال الجائزة الكبرى بشكل دائم إلى موسبورت. في عام 1978 ، بعد مخاوف مماثلة تتعلق بالسلامة مع موسبورت ، انتقل سباق الجائزة الكبرى الكندي إلى مكانه الحالي في حلبة جيل فيلنوف في جزيرة نوتردام في مونتريال .
في عام 2005 ، كان سباق الجائزة الكبرى الكندي أكثر سباقات الفورمولا ون GP مشاهدة في العالم. كان السباق هو ثالث أكثر الأحداث الرياضية مشاهدة في جميع أنحاء العالم ، خلف المركز الأول Super Bowl XXXIX ونهائي دوري أبطال أوروبا . 
قبل الدورة التأهيلية في عام 2014 ، أعلن منظمو سباق الجائزة الكبرى أنهم وافقوا على تمديد 10 سنوات لإبقاء سباق الجائزة الكبرى الكندي في حلبة جيل فيلنوف حتى عام 2024.  تم تأجيل حدث 2020 إلى أجل غير مسمى بسبب وباء COVID-19 في كندا . 

## روابط خارجية
- سباق الجائزة الكبرى للفورمولا 1 في كندا
- قاعة مشاهير رياضة السيارات الكندية
- حلبة جيل فيلنوف على خرائط جوجل (مسارات الفورمولا 1 الحالية)
- الجائزة الكبرى الكندية في الموسوعة الكندية